# Serdeto
Serdeto (Tenerife) fue un mencey aborigen guanche de la isla de Tenerife −Canarias−, mencey de Anaga.

## Antroponimia
También llamado Xerdeto, Cerdeto y posiblemente Sordeto, Juan Núñez de la Peña, aunque menciona el nombre Serdeto, lo llama a veces "Beneharo I" y le llama padre de "Beneharo II"
Aunque se desconoce el significado de Serdeto, en caso de que se llamase Beneharo I, su nombre significaría, según el filólogo Ignacio Reyes, como 'viejo' desde una forma tamazight primaria we-n-ăwəssar.

## Biografía
Serdeto habría nacido a finales del siglo XIV y habría sido descendiente de Tinerfe, el mencey único de la isla.
En 1464 Diego de Herrera e Inés Peraza pactan con Serdeto, con el objetivo de exportar madera hacia las islas de Lanzarote y Fuerteventura, a cambio de proteger contra los ataques y razias de los conquistadores hacia los guanche, esta torre conocida como la “Torre de las Paces del Bufadero” fue construida en la desembocadura del Barranco de Tahodio, en donde más tarde se levantó el Castillo de San Miguel y, en donde hoy en día, se encuentra las instalaciones del Club Náutico de Santa Cruz de Tenerife.
Al no cumplir los castellanos las condiciones impuestas en el pacto, Serdeto en 1472, con un gran número de guanches, cercaron y destruyeron la torre, muriendo gran parte de la guarnición y embarcándose el resto.
Según el cuaderno explicativo del árbol genealógico de la Familia Real indigena de Tenerife, Reina Caceloria era hija de Serdeto.